# Lood(II)chromaat
Lood(II)chromaat is een toxische anorganische verbinding van lood, chroom en zuurstof, met als brutoformule PbCrO4. Het komt voor als een oranje-geel poeder, dat bijna niet oplosbaar is in water. De stof komt in de natuur voor als het mineraal crocoiet.

## Synthese
Lood(II)chromaat kan worden bereid door de neerslagreactie van lood(II)nitraat met natriumchromaat:
{\displaystyle \mathrm {Pb(NO_{3})_{2}\ +\ Na_{2}CrO_{4}\ \longrightarrow \ PbCrO_{4}\ +\ 2\ NaNO_{3}} }
Op industriële schaal wordt het bereid uit lood(II)acetaat en natriumdichromaat.

## Toepassingen
Lood(II)chromaat wordt gebruikt in de pyrotechniek als oxidator. 

## Chromaatgeel
Tot ver in de 19de eeuw werd het toegepast als kleurstof in snoepgoed. Lood(II)chromaat werd vroeger ook algemeen, net als loodwit, als het pigment chromaatgeel toegepast (voornamelijk in verven). In die context staat de verbinding ook onder een groot aantal alternatieve benamingen bekend, waaronder loodgeel, chroomzurig loodzout, chroomgroen UC61, chroomgroen UC74, chroomgroen UC76, Leipziggeel en Parijsgeel. In de Colour Index is het het PY 34.

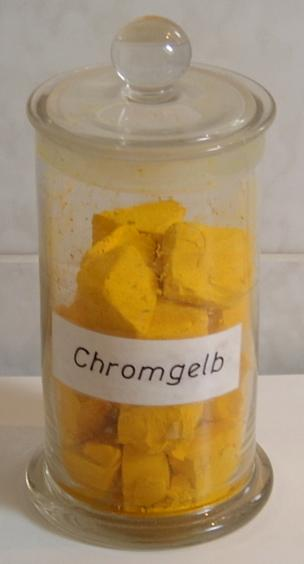
Chromaatgeel

De eerste fabricage van chromaatgeel vond plaats in het begin van de negentiende eeuw. Nicolas-Louis Vauquelin, de ontdekker van het element chroom, onderkende het potentieel als geel pigment in 1804 en maakte dit uiterlijk in 1809 als eerste aan door het toevoegen van een oplosbaar loodzout aan een (di)chromaatoplossing. Hij produceerde het in twee tinten. Al in een portret uit 1810 is de stof aangetoond. Rond 1814 kwam een belangrijke industriële productie op gang. Vaak is er een toevoeging van loodsulfaat (PbSO4) wat de tint meer citroenkleurig maakt. Het pigment werd al snel populair omdat het verzadigder was dan Napelsgeel en uiteindelijk goedkoper dan cadmiumgeel, toen meer chroom kon worden gewonnen. Een probleem was echter dat het bruin verkleurde onder invloed van luchtvervuiling zoals zwaveldioxide en waterstofsulfide. Een berucht voorbeeld daarvan zijn de Zonnebloemen van Vincent van Gogh. Daarnaast werd de giftigheid in toenemende mate als bezwaarlijk ervaren. In de negentiende eeuw werd een groene tubeverf vaak aangemaakt door chromaatsgeel met Pruisisch blauw te mengen.
In de loop van de twintigste eeuw werd het pigment geleidelijk door cadmiumgeel vervangen. Het wordt nog wel industrieel toegepast, waarbij de stabiliteit vergroot wordt door een coating van de pigmentdeeltjes, bijvoorbeeld door siliconen. Gebruik in kunstschildersverven is in de eenentwintigste eeuw verboden in de Verenigde Staten van Amerika en de Europese Unie.
Afgezien van de verkleuring door luchtvervuiling is de lichtechtheid van de zuivere vorm goed, mits geen kalk of gips gebruikt wordt om het pigment te versnijden. Zulke vulstoffen werden in de negentiende eeuw zeer algemeen toegepast. Het loodsulfaat verkleurt echter onder invloed van licht en wordt dan groenig. Het pigment is in zuivere vorm zeer dekkend maar vermengd met loodsulfaat halfdekkend. Het is niet geschikt voor fresco of acrylverf.

## Toxicologie en veiligheid
Lood(II)chromaat is carcinogeen en kan dodelijk zijn als het wordt ingeslikt. De reden is dat er naast lood ook hexavalent chroom aanwezig is. Daarnaast is de verbinding ook corrosief en irriterend voor de huid en de ogen. Contact met de ogen kan leiden tot blindheid en aanraking met de huid kan roodheid, jeuk en lichte brandwonden veroorzaken. Inhalatie kan leiden tot kortademigheid, irritatie van de luchtwegen en - bij langdurig contact - ernstige longschade.